# Mons Kallentoft
Mons Kallentoft, né le 15 avril 1968 à Linköping, est un journaliste et écrivain suédois. Il a grandi dans la petite ville de Ljungsbro avant de s'établir à Stockholm. Il est l'auteur d'une série policière à succès mettant en scène la super-intendante Malin Fors. « L'enquêtrice va devoir se plonger dans le passé pour comprendre les évènements auxquels elle est confrontée ».

## Œuvres

### Romans

#### SérieUne enquête de Malin Fors
1. Hiver, Le Serpent à Plumes, coll. « Serpent noir », 2009 ((sv) Midvinterblod, 2007)
2. Été, Le Serpent à Plumes, coll. « Serpent noir », 2010 ((sv) Sommardöden, 2008)
3. Automne, Le Serpent à Plumes, coll. « Serpent noir », 2011 ((sv) Höstoffer, 2009)
4. Printemps, Le Serpent à Plumes, coll. « Serpent noir », 2011 ((sv) Vårlik, 2010)
5. La Cinquième Saison, Seuil, 2013 ((sv) Den femte årstiden, 2011)
6. Les Anges aquatiques, Seuil, 2014 ((sv) Vattenänglar, 2012)
7. (sv) Vindsjälar, 2013
8. (sv) Jordstorm, 2014
9. (sv) Eldjägarna, 2015
10. (sv) jävulsdoften, 2016

#### SérieZack
Cette série est coécrite avec Markus Lutteman.
1. Zack, Gallimard, coll. « Série noire », 2016 ((sv) Zack, 2014), trad. Frédéric Fourreau  (ISBN 978-2-07-014585-0)Réédition, Gallimard, coll. « Folio policier » no 824, 2017 (ISBN 978-2-07-270211-2)
2. Leon, Gallimard, coll. « Série noire », 2017 ((sv) Leon, 2015), trad. Hélène Hervieu  (ISBN 978-2-07-014586-7)Réédition, Gallimard, coll. « Folio policier » no 861, 2018 (ISBN 978-2-07-278985-4)
3. Bambi, Gallimard, coll. « Série noire », 2018 ((sv) Bambi, 2016), trad. Hélène Hervieu  (ISBN 978-2-07-014587-4)Réédition, Gallimard, coll. « Folio policier » no 899, 2019 (ISBN 978-2-07-284148-4)
4. Heroine (2017), Le Cri de l'ange

La série est reprise sous le nom d’Hercule (les Douze Travaux d'Héraclès), poursuivie en collaboration avec Anna Karolina Larsson :
- Zack (2014), ou Les Voyages du loup
- Leon (2015), ou Zack, II, ou Dans le Piège du lion
- Bambi (2016), ou Le Sang du Cerf
- Heroine (2017), ou Le Cri de l'Ange
- Falco (2018), ou Dans les Griffes du Faucon
- Albino (2019)

#### Autres romans
- (sv) Pesetas, 2000
- (sv) Marbella Club, 2002
- (sv) Fräsch, frisk och spontan, 2005

### Autres publications
- (sv) Food noir: mat, mord och myter, 2004
- (sv) Food Junkie: livet, maten, döden, 2013

## Récompenses
- 2001 : Katapultpriset pour Pesetas
- 2005 : Gourmand World Cookbook Award
- 2008 : Hagdahlspriset
- 2009 : Premio Espana
- 2010 : Pocketpriset, pour Sommardöden et Höstoffer